# Basketbol'nyj klub UNICS 2016-2017
Questa voce raccoglie le informazioni riguardanti il Basketbol'nyj klub UNICS nelle competizioni ufficiali della stagione 2016-2017.

## Stagione
La stagione 2016-2017 del Basketbol'nyj klub UNICS è la 20ª nel massimo campionato russo di pallacanestro, la VTB United League.

## Roster
Aggiornato al 12 luglio 2019
| UNICS Kazan' 2016-17 | UNICS Kazan' 2016-17 |
| Giocatori            | Staff tecnico        |
| -------------------- | -------------------- |

| N. | Naz.                                        | Ruolo | Nome                | Anno | Alt.   | Peso   |  |
| -- | ------------------------------------------- | ----- | ------------------- | ---- | ------ | ------ |  |
| 1  | Stati Uniti (bandiera)                      | GA    | Orlando Johnson     | 1989 | 196 cm | 100 kg |  |
| 2  | Russia (bandiera)                           | AG    | Pavel Antipov       | 1991 | 202 cm | 105 kg |  |
| 4  | Stati Uniti (bandiera)                      | AP    | Coty Clarke         | 1992 | 201 cm | 102 kg |  |
| 5  | Stati Uniti (bandiera)                      | G     | Keith Langford      | 1983 | 193 cm | 92 kg  |  |
| 6  | Stati Uniti (bandiera) · Messico (bandiera) | P     | Paul Stoll          | 1985 | 180 cm | 79 kg  |  |
| 7  | Russia (bandiera)                           | GA    | Anton Ponkrašov (C) | 1986 | 200 cm | 96 kg  |  |
| 9  | Bielorussia (bandiera)                      | C     | Arcëm Parachoŭski   | 1987 | 211 cm | 124 kg |  |
| 10 | Andorra (bandiera) · Spagna (bandiera)      | P     | Quino Colom         | 1988 | 188 cm | 88 kg  |  |
| 12 | Russia (bandiera)                           | C     | Artëm Klimenko      | 1994 | 214 cm | 114 kg |  |
| 13 | Croazia (bandiera)                          | C     | Marko Banić         | 1984 | 204 cm | 113 kg |  |
| 18 | Russia (bandiera)                           | G     | Evgenij Voronov     | 1986 | 194 cm | 95 kg  |  |
| 19 | Russia (bandiera)                           | G     | Aleksandr Karpuchin | 1990 | 191 cm | 85 kg  |  |
| 20 | Russia (bandiera)                           | G     | Vadim Panin         | 1984 | 203 cm | 98 kg  |  |
| 21 | Grecia (bandiera)                           | AG    | Kōstas Kaimakoglou  | 1983 | 206 cm | 111 kg |  |
| 22 | Stati Uniti (bandiera)                      | AC    | Latavious Williams  | 1989 | 203 cm | 104 kg |  |
| 28 | Russia (bandiera)                           | G     | Azat Tukmakov       | 1996 | 188 cm | 81 kg  |  |
| 31 | Serbia (bandiera)                           | G     | Danilo Anđušić      | 1991 | 194 cm | 92 kg  |  |
| 33 | Russia (bandiera)                           | G     | Ruslan Chabirov     | 1991 | 192 cm | 89 kg  |  |

| Allenatore                                                                                              |
| - Evgenij Pašutin                                                                                       |
| Assistente/i                                                                                            |
| - Nikolajs Mazurs - Emanuele Molin - Roman Pašutin Legenda - (C) Capitano - (IN) Inattivo - Infortunato |

## Mercato

### Sessione estiva
| Acquisti | Acquisti            | Acquisti             | Acquisti   | Acquisti |
| R.a      | Nome                | da                   | Modalità   |          |
| -------- | ------------------- | -------------------- | ---------- | -------- |
| G        | Evgenij Voronov     | Lokomotiv Kuban'     | definitivo |          |
| AG       | Pavel Antipov       | Zenit S. Pietroburgo | definitivo |          |
| AP       | Coty Clarke         | Cap. de Arecibo      | definitivo |          |
| G        | Aleksandr Karpuchin | Zenit S. Pietroburgo | definitivo |          |

| Cessioni | Cessioni         | Cessioni        | Cessioni       | Cessioni |
| R.       | Nome             | a               | Modalità       |          |
| -------- | ---------------- | --------------- | -------------- | -------- |
| AP       | Valerij Lichodej | Chimki          | fine contratto |          |
| AC       | Pëtr Gubanov     | Nižnij Novgorod | fine contratto |          |
| G        | Artūras Milaknis | Žalgiris Kaunas | rescissione    |          |

### Dopo l'inizio della stagione
| Acquisti | Acquisti        | Acquisti        | Acquisti         | Acquisti   |
| R.       | Nome            | da              | Data             | Modalità   |
| -------- | --------------- | --------------- | ---------------- | ---------- |
| GA       | Orlando Johnson | Milwaukee Bucks | 1 novembre 2016  | definitivo |
| P        | Paul Stoll      | Free agent      | 29 novembre 2016 | definitivo |
| C        | Artëm Klimenko  | Avtodor Saratov | dicembre 2016    | prestito   |
| G        | Danilo Anđušić  | Parma Perm'     | 7 febbraio 2017  | definitivo |

| Cessioni | Cessioni            | Cessioni        | Cessioni         | Cessioni       |
| R.       | Nome                | a               | Data             | Modalità       |
| -------- | ------------------- | --------------- | ---------------- | -------------- |
| G        | Aleksandr Karpuchin | Avtodor Saratov | 22 dicembre 2016 | rescissione    |
| GA       | Orlando Johnson     | Free agent      | 4 febbraio 2017  | fine contratto |